# Больё-сюр-Мер
Больё-сюр-Мер (фр. Beaulieu-sur-Mer, окс. Bèuluec de Mar) — коммуна на юго-востоке Франции в регионе Прованс — Альпы — Лазурный берег, департамент Приморские Альпы, округ Ницца, кантон Босолей. До марта 2015 года коммуна административно входила в состав упразднённого кантона Вильфранш-сюр-Мер (округ Ницца).
Площадь коммуны — 0,92 км², население — 3714 человек (2006) с тенденцией к стабилизации: 3764 человека (2012), плотность населения — 4091,3 чел/км².

## Географическое положение
Коммуна расположена на Французской Ривьере между Ниццей и Монако. Один из курортов Лазурного берега. Рядом находятся коммуны Сен-Жан-Кап-Ферра, Вильфранш-сюр-Мер и Эз.

## Население
Население коммуны в 2011 году составляло 3762 человека, в 2012 году — 3764 человека.
| 1962 | 1968 | 1975 | 1982 | 1990 | 1999 | 2006 | 2007 | 2011 | 2012 |
| ---- | ---- | ---- | ---- | ---- | ---- | ---- | ---- | ---- | ---- |
| 3290 | 4050 | 4273 | 4302 | 4013 | 3675 | 3714 | 3720 | 3762 | 3764 |

Динамика численности населения:

## Экономика
В 2010 году из 2232 человек трудоспособного возраста (от 15 до 64 лет) 1705 были экономически активными, 527 — неактивными (показатель активности 76,4%, в 1999 году — 71,6%). Из 1705 активных трудоспособных жителей работали 1534 человека (783 мужчины и 751 женщина), 171 числились безработными (82 мужчины и 89 женщин). Среди 527 трудоспособных неактивных граждан 147 были учениками либо студентами, 184 — пенсионерами, а ещё 196 были неактивны в силу других причин.
В 2010 году в коммуне числилось 1809 облагаемых налогом домохозяйств, в которых проживало 3474,5 человек. Медиана доходов составила 19 639 евро на одного налогоплательщика.

## Достопримечательности
Название Больё-сюр-Мер переводится с французского как «красивое место у моря». Город известен как курорт, здесь множество дорогих отелей.
К числу главных достопримечательностей принадлежит вилла Керилос («Зимородок») в псевдогреческом стиле, которая превращена в музей. Её построил Эммануэль Понтремоли для археолога Теодора Райнаха и его жены из банкирского рода Эффруси.
В Больё-сюр-Мер жили многие богачи «прекрасной эпохи», как, например, Айзек Зингер. Здесь жил в своём доме, умер и похоронен русский писатель А. В. Сухово-Кобылин.

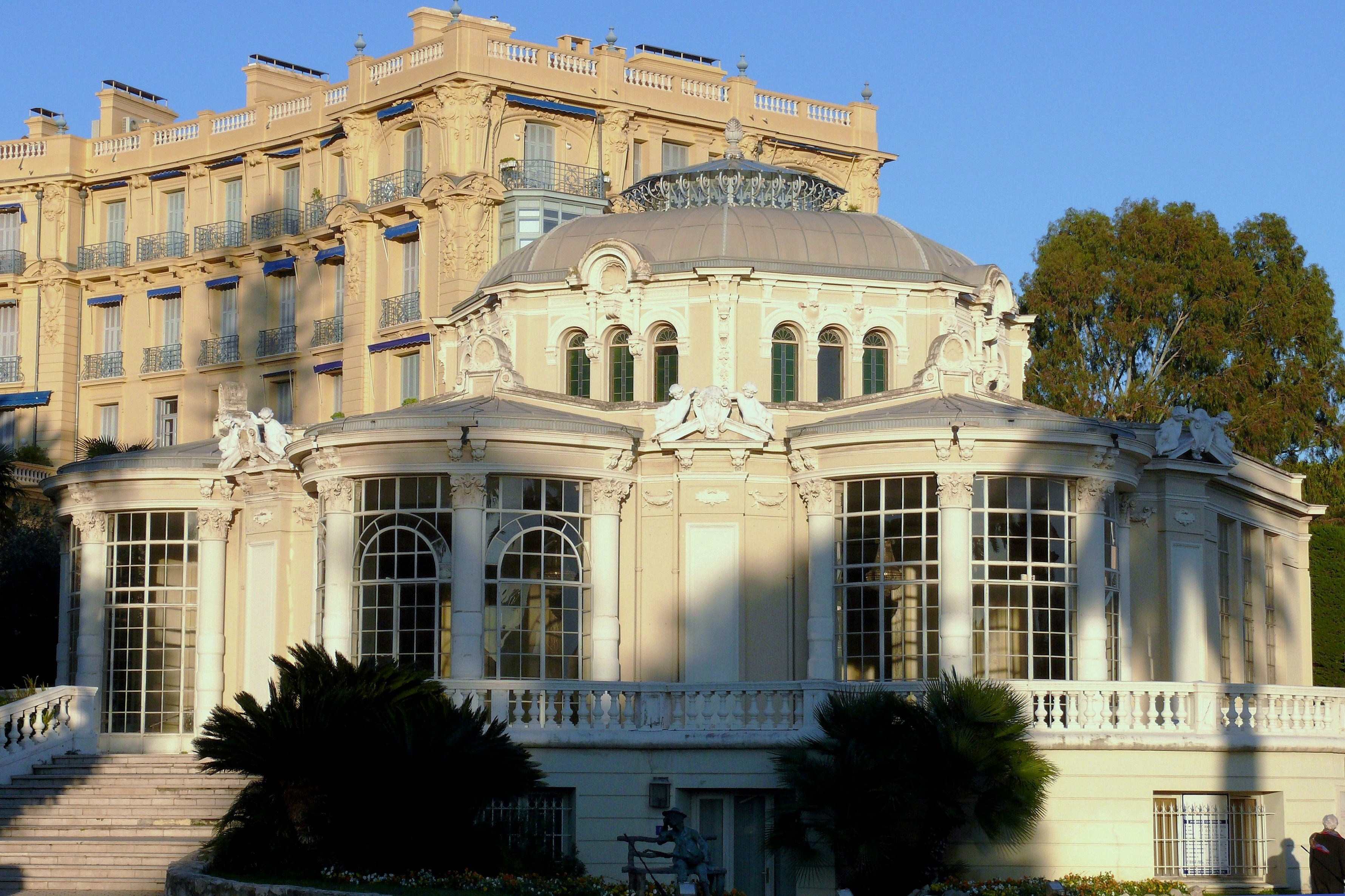
Ротонда отеля «Бристоль»
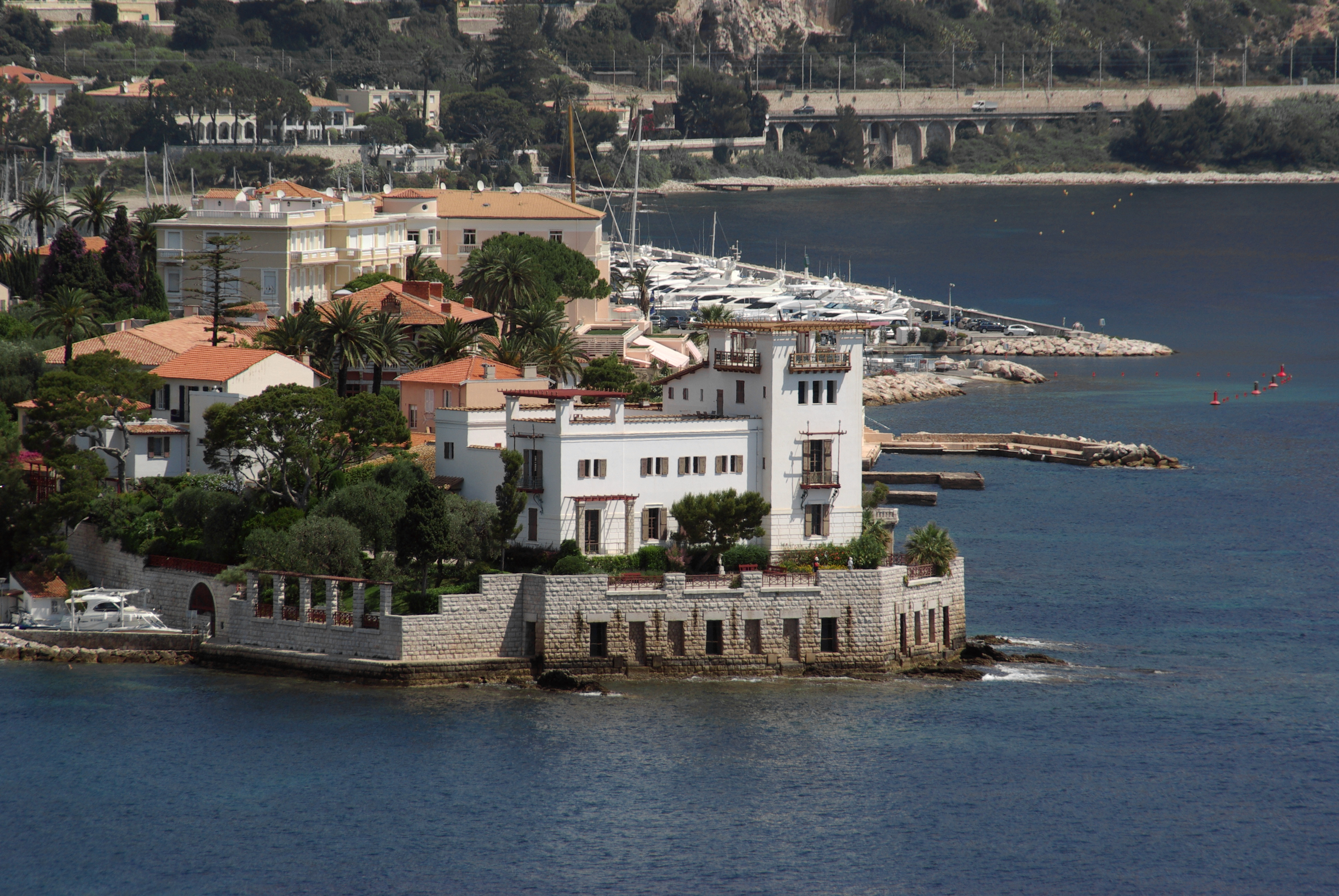
Вилла Керилос
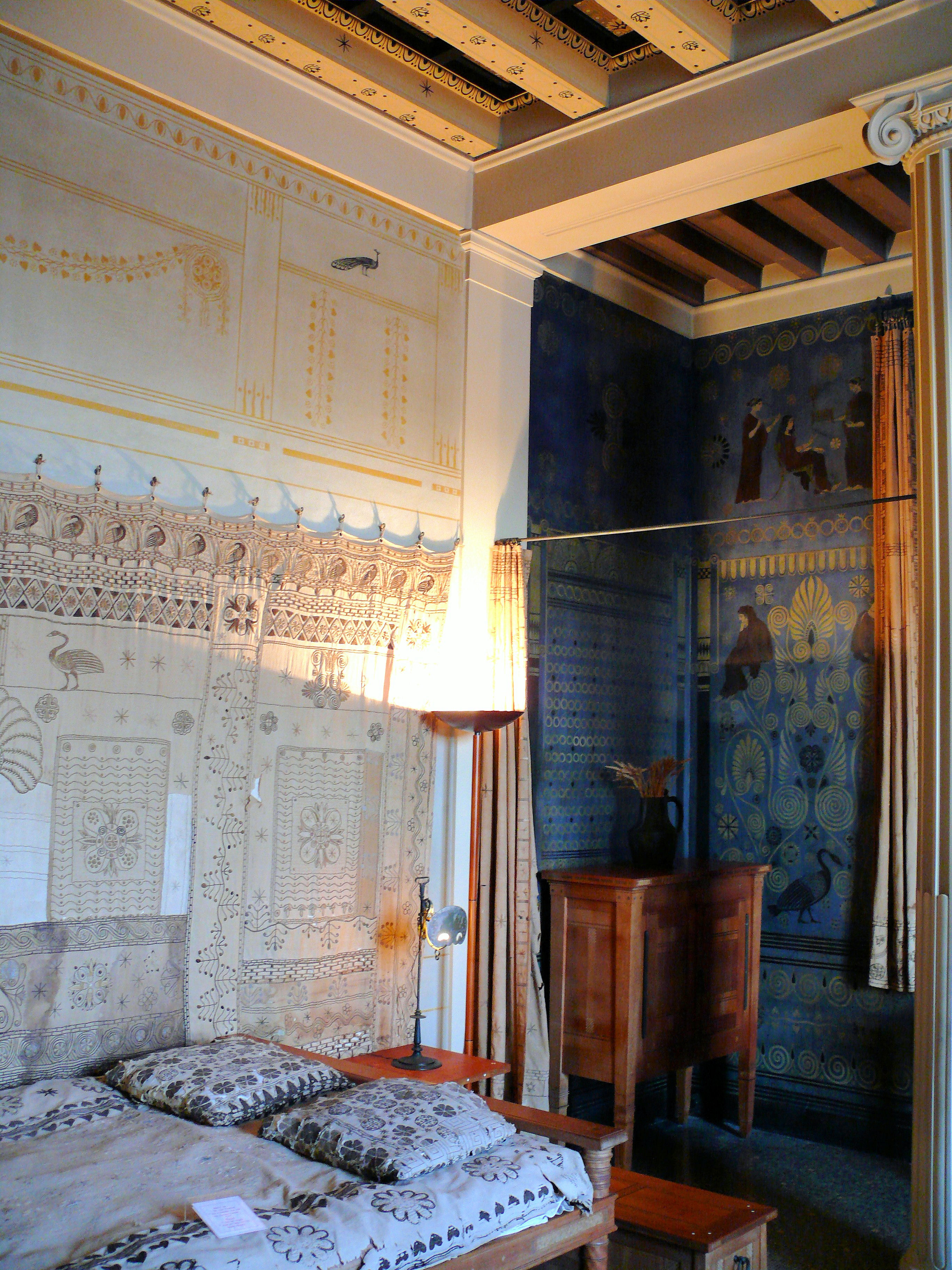
Вилла Керилос: апартаменты мадам Рейнах
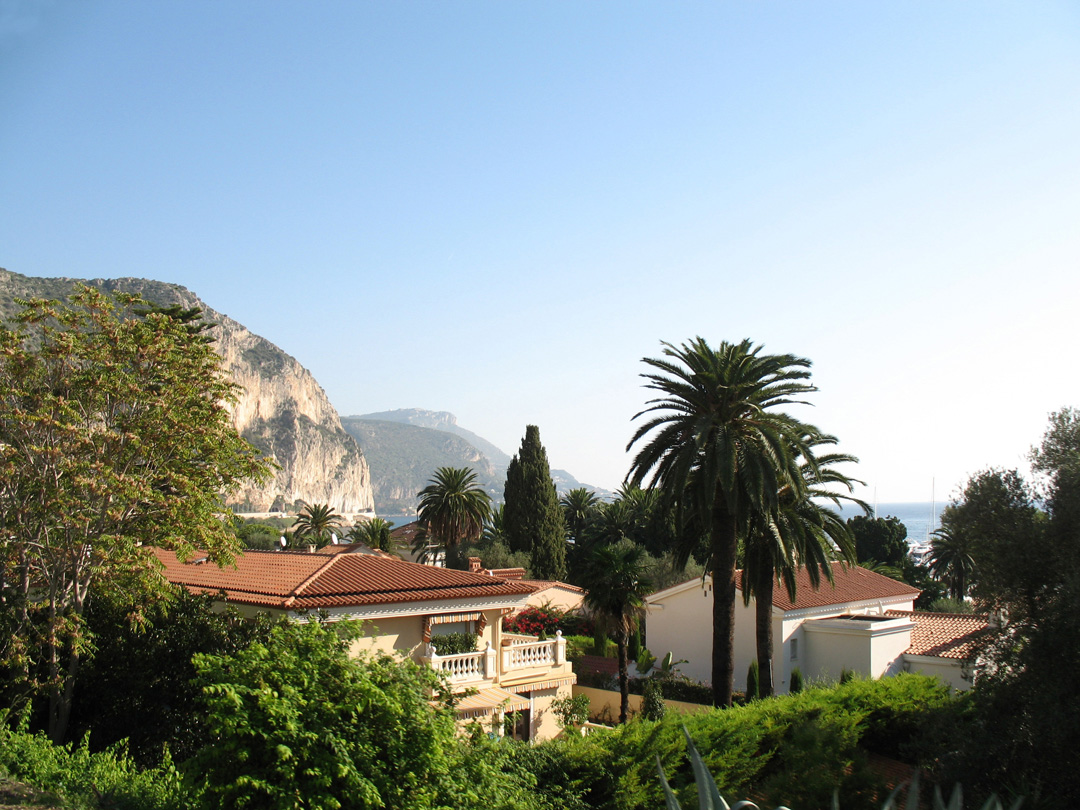
Вид из окна поезда на Больё-сюр-Мер
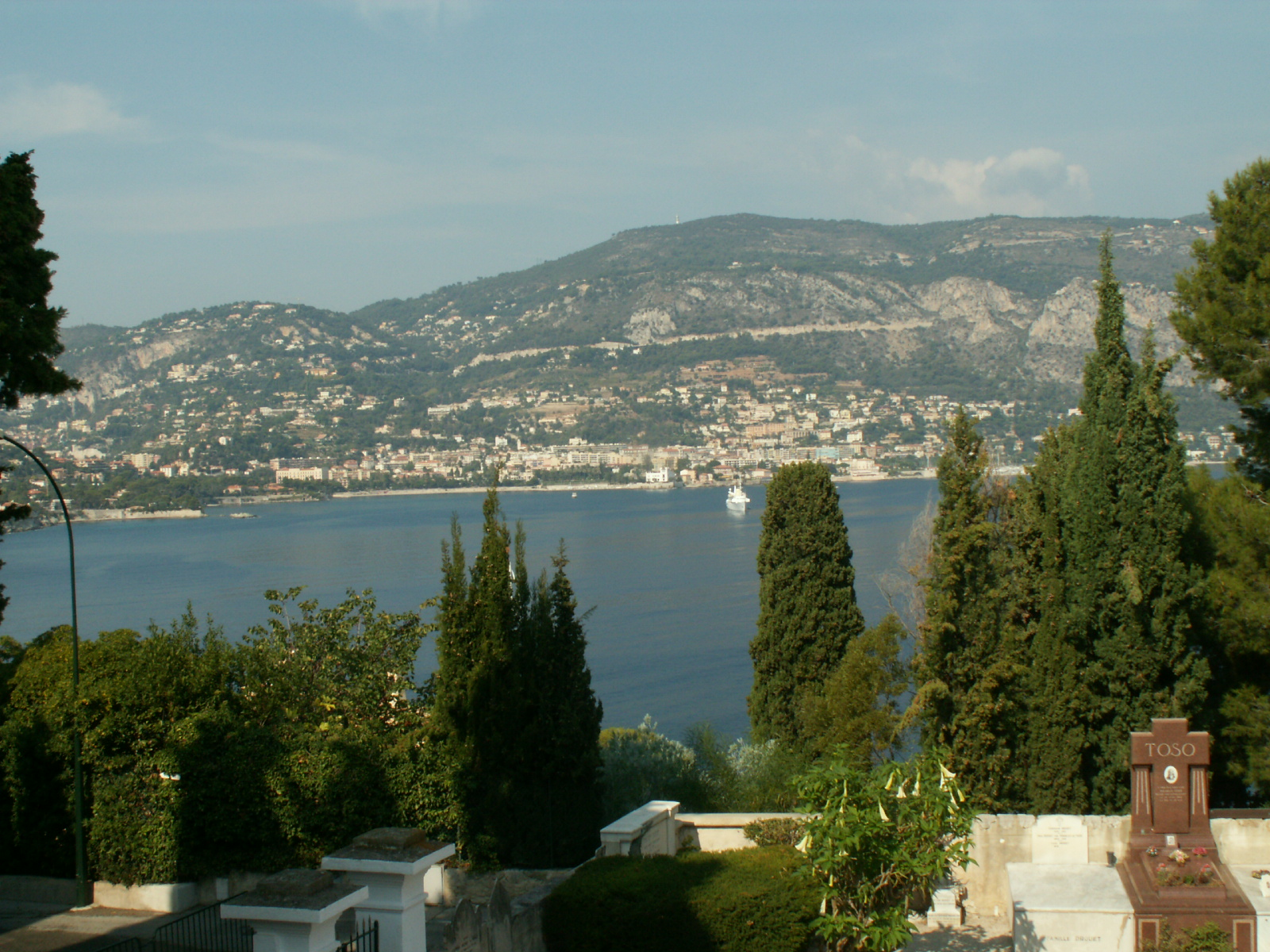
Вид со стороны Сент-Хоспис